# 18-та моторизована дивізія (Третій Рейх)
18-та моторизована дивізія (Третій Рейх) (нім. 18. Infanterie-Division (mot) — моторизована дивізія Вермахту за часів Другої світової війни. 23 червня 1943 дивізія була переформована на 18-ту панцергренадерську дивізію.

## Історія
18-та моторизована дивізія була створена 15 листопада 1940 шляхом переформування 18-ї піхотної дивізії.

## Райони бойових дій
- Німеччина (листопад 1940 — червень 1941);
- СРСР (центральний напрямок) (червень — серпень 1941);
- СРСР (північний напрямок) (серпень 1941 — червень 1943).

## Командування

### Командири
- генерал-лейтенант Фрідріх-Карл Кранц (нім. Friedrich-Karl Cranz) (1 листопада 1940 — 24 березня 1941);
- генерал-майор Фрідріх Геррляйн (нім. Friedrich Herrlein) (24 березня — 15 грудня 1941);
- оберст, з 1 березня 1942 генерал-майор, з 1 січня 1943 генерал-лейтенант Вернер фон Ердманнсдорфф (нім. Werner von Erdmannsdorff) (15 грудня 1941 — 23 червня 1943).

## Нагороджені дивізії
Нагороджені дивізії
Нагороджені Сертифікатом Пошани Головнокомандувача Сухопутних військ для військових формувань Вермахту за збитий літак противника
- 29 листопада 1941 — II-й батальйон 51-го моторизованого полку за дії 8 вересня 1941 (32);
- 29 листопада 1941 — штабна рота 51-го моторизованого полку за дії 8 вересня 1941 (33);
- 16 травня 1942 — 9-та рота 51-го моторизованого полку за дії 8 вересня 1941 (67);
- 16 травня 1942 — 15-та рота 30-го моторизованого полку за дії 20 вересня 1941 (68);
- 16 травня 1942 — I-й батальйон 30-го моторизованого полку за дії 14 лютого 1942 (106);
- 28 листопада 1942 — 10-та рота 30-го моторизованого полку за дії 1 червня 1942 (261).

|  | Кавалери Нагрудного знаку ближнього бою в золоті                                                           | 2                                 |
|  | Кавалери Золотого Німецького Хреста                                                                        | 92                                |
|  | Кавалери Лицарського хреста Залізного хреста                                                               | 27 (у тому числі — 1 неофіційний) |
|  | Кавалери Почесної відзнаки Сухопутних військ «Почесна застібка на орденську стрічку для Сухопутних військ» | 31                                |

- Нагороджені Сертифікатом Пошани Головнокомандувача Сухопутних військ (9)
- Нагороджені Сертифікатом Пошани Головнокомандувача Сухопутних військ за збитий літак противника (2)

## Видатні військовослужбовці дивізії
- Лейтенант 51-го моторизованого полку Геро фон Манштейн (19-річний старший син генерал-фельдмаршала Еріха фон Манштейна) — 23 жовтня 1942 загинув у бою біля озера Ільмень[3][4].